# Млади Франкенштајн
Млади Франкенштајн (енгл. Young Frankenstein) је амерички хумористички хорор филм из 1974. године, режисера Мела Брукса. Сценарио су написали Брукс и Џин Вајлдер. Вајлдер је такође тумачио насловну улогу, потомка злогласног др Виктора Франкенштајна. Питер Бојл је глумио чудовиште. У споредним улогама су Марти Фелдман, Клорис Личман, Тери Гар, Кенет Марс и Мадлин Кан.
Филм је пародија на жанр класичног хорор филма, посебно на различите филмске адаптације романа Франкенштајн или модерни Прометеј, који је написала Мери Шели, у продукцији Universal Pictures-а из 1930-их. Већи део лабораторијске опреме која је коришћена као реквизит креирао је Кенет Стрикфаден за филм Франкенштајн из 1931. године. Да би помогао у дочаравању атмосфере ранијих филмова, Брукс је снимио филм у потпуности у црно-белом формату, што је била реткост у 1970-им, и стилизовао је уводну шпицу и прелазе сцена према хорор филмовима из 1930-их. Филм такође садржи упадљиву музику Бруксовог дугогодишњег композитора Џона Мориса .
Остваривши критички и комерцијални успех, Млади Франкенштајн заузима 28. место на „Листи 50 најбољих комедија свих времена” часописа Total Film, 56. место на листи „100 најсмешнијих филмова” канала Bravo, и 13. место на листи 100 најсмешнијих америчких филмова Америчког филмског института. Године 2003, Национални одбор за очување филмова Сједињених Држава изабрао га је за чување у Националном регистру филмова Конгресне библиотеке због „културног, историјског или естетског значаја”. Касније су га Брукс и Томас Михан адаптирали као сценски мјузикл. Био је номинован за Оскара за најбољи звук и најбољи адаптирани сценарио. Брукс је касније изјавио да је ово његов далеко најбољи (иако не и најсмешнији) филм.

## Радња
Др Фредерик Франкенштајн је лекар који предаје у једној америчкој медицинској школи и верен је за Елизабет. Постаје огорчен кад год неко покрене тему његовог деде Виктора Франкенштајна, озлоглашеног лудог научника са којим не жели да се доводи у везу, и инсистира да се његово презиме изговара „Фронкенстин”. Када га адвокат обавести да је наследио породично имање у Трансилванији након смрти свог прадеде, барона Бофора фон Франкенштајна, Фредерик путује у Европу да прегледа имање. На железничкој станици у Трансилванији дочекује га грбави слуга са буболиким очима, чији је рођени деда радио за Виктора; и лепа, млада, женска помоћница по имену Инга. Чувши да професор изговара своје презиме као „Фронкенстин”, слуга инсистира да се његово име изговара „Ајгор”, а не традиционално „Игор”.
Стигавши на имање, Фредерик упознаје Фрау Блухер, застрашујућу домаћицу. Након што је открио тајни улаз у Викторову лабораторију и прочитао његове приватне дневнике, Фредерик одлучује да настави експерименте свог деде у реанимирању мртвих. Он и Ајгор краду леш недавно погубљеног криминалца, а Фредерик почиње да експериментише на великом лешу. Шаље Ајгора да украде мозак преминулог „научника и свеца”, Ханса Делбрика. Затечен сопственим одразом, Ајгор испушта и уништава Делбриков мозак. Узима други мозак означен као „Абнормалан” и враћа се са њим, а Фредерик га пребацује у леш, мислећи да је трансплантирао Делбриков мозак.
Фредерик оживљава створење електричним набојем током олује. Створење чини своје прве кораке, али, уплашено Ајгором који пали шибицу, напада Фредерика и умало га задави пре него што му дају седатив. У међувремену, несвесни постојања тог створења, грађани се окупљају да разговарају о својој нелагоди што Фредерик наставља посао свог деде. Инспектор Кемп, једнооки полицијски службеник са простетичком руком, чији је немачки нагласак толико тврд да га ни његови сународници не могу разумети, предлаже да посети доктора, након чега захтева гаранцију да Франкенштајн неће створити још једно чудовиште. Вративши се у лабораторију, Фредерик види како Блухерова ослобађа створење. Она открива љубав чудовишта према музици виолине и сопствену романтичну везу са Фредериковим дедом. Створење побесни због варница из прекидача и бежи из замка.
Док лута селом, чудовиште се сусреће са младом девојчицом и слепим пустињаком. Фредерик успева да ухвати чудовиште и закључава се у собу са њим. Он смирује убиствене склоности чудовишта ласкањем и обећањем да ће га водити ка успеху, прихватајући његово наслеђе Франкенштајнових. У позоришту пуном угледних гостију, Фредерик приказује како „Створење” следи једноставне команде. Демонстрација се наставља са Фредериком и чудовиштем, у цилиндрима и смокинзима, који изводе музичку нумеру „Puttin' On the Ritz”. Светло бине изненада експлодира и уплаши чудовиште, прекидајући наступ. Публика звижди и баца поврће на чудовиште, које се разбесни и јуриша на публику, али га полиција ухвати и окова. Назад у лабораторији, Инга покушава да утеши Фредерика, те они спавају на обешеном столу за реанимацију.
Чудовиште бежи из затвора исте ноћи када Фредерикова вереница Елизабет неочекивано стигне у посету. Чудовиште је заробљава док бежи. Елизабет се заљубљује у створење због његовог „огромног шванштукера”. Док грађани лове чудовиште, Фредерик свира виолину како би намамио своју креацију назад у замак и поново га ухватио. Баш када руља предвођена Кемпом јуриша у лабораторију, Фредерик преноси део свог стабилизационог интелекта на створење, које уразумљује и умирује руљу. Елизабет, са својом косом стилизованом по стилу женског створења из Франкенштајнове невесте, удаје се за сада ерудитно и софистицирано чудовиште; док Инга, у кревету са Фредериком, пита шта је њен нови муж добио заузврат током поступка преноса. Фредерик зарежи без речи и обгрли Ингу која, као што је то учинила Елизабет када ју је отело чудовиште, пева рефрен „Ах, слатка мистеријо живота”.

## Улоге
| Глумац        | Улога                      |
| ------------- | -------------------------- |
| Џин Вајлдер   | др Фредерик Франкенштајн   |
| Питер Бојл    | чудовиште                  |
| Марти Фелдман | Ајгор                      |
| Клорис Личман | Фрау Блухер                |
| Тери Гар      | Инга                       |
| Кенет Марс    | инспектор Кемп             |
| Мадлин Кан    | Елизабет                   |
| Ричард Хајдн  | адвокат Герхард Фалкштајн  |
| Џин Хекман    | слепац Харолд              |
| Мел Брукс     | вукодлак                   |
| Мел Брукс     | мачка погођена стрелицом   |
| Мел Брукс     | Виктор Франкенштајн (глас) |